# Margut
Margut is een gemeente in het Franse departement Ardennes (regio Grand Est) en telt 807 inwoners (2005). De plaats maakt deel uit van het arrondissement Sedan.

## Geografie

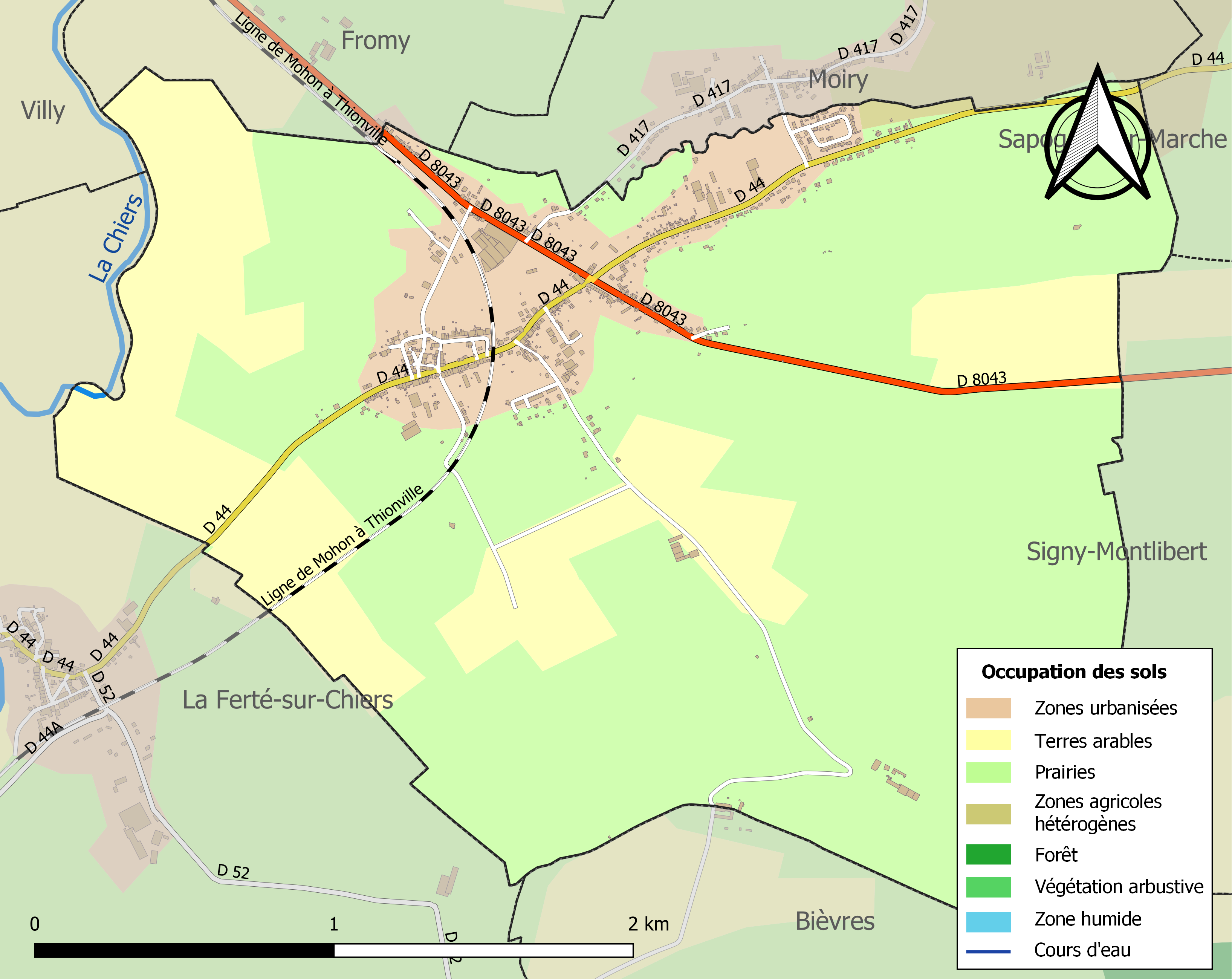
Kaart v.d. gemeente Margut

De oppervlakte van Margut bedraagt 7,5 km², de bevolkingsdichtheid is 100,8 inwoners per km².
Het plaatsje ligt aan de Marche.

## Demografie
Onderstaande figuur toont het verloop van het inwonertal (bron: INSEE-tellingen).

Vanwege een beveiligingsprobleem met de MediaWiki Graph-software is het momenteel niet mogelijk deze grafiek weer te geven. Zodra de software is bijgewerkt zal de grafiek vanzelf weer zichtbaar worden.

## Pelgrimsoord
In de gemeente ligt, op een 350 meter hoge heuvel, het pelgrimsoord Hermitage St. Walfroy, genoemd naar de 6e-eeuwse diaken en pilaarheilige Sint Walfroy, die in deze streek het christendom bracht. De desbetreffende heuvel was vóór die tijd gewijd aan de Keltische godin Arduinna, de naamgeefster van de Ardennen. Vanaf deze berg heeft men een prachtig uitzicht over de omgeving.

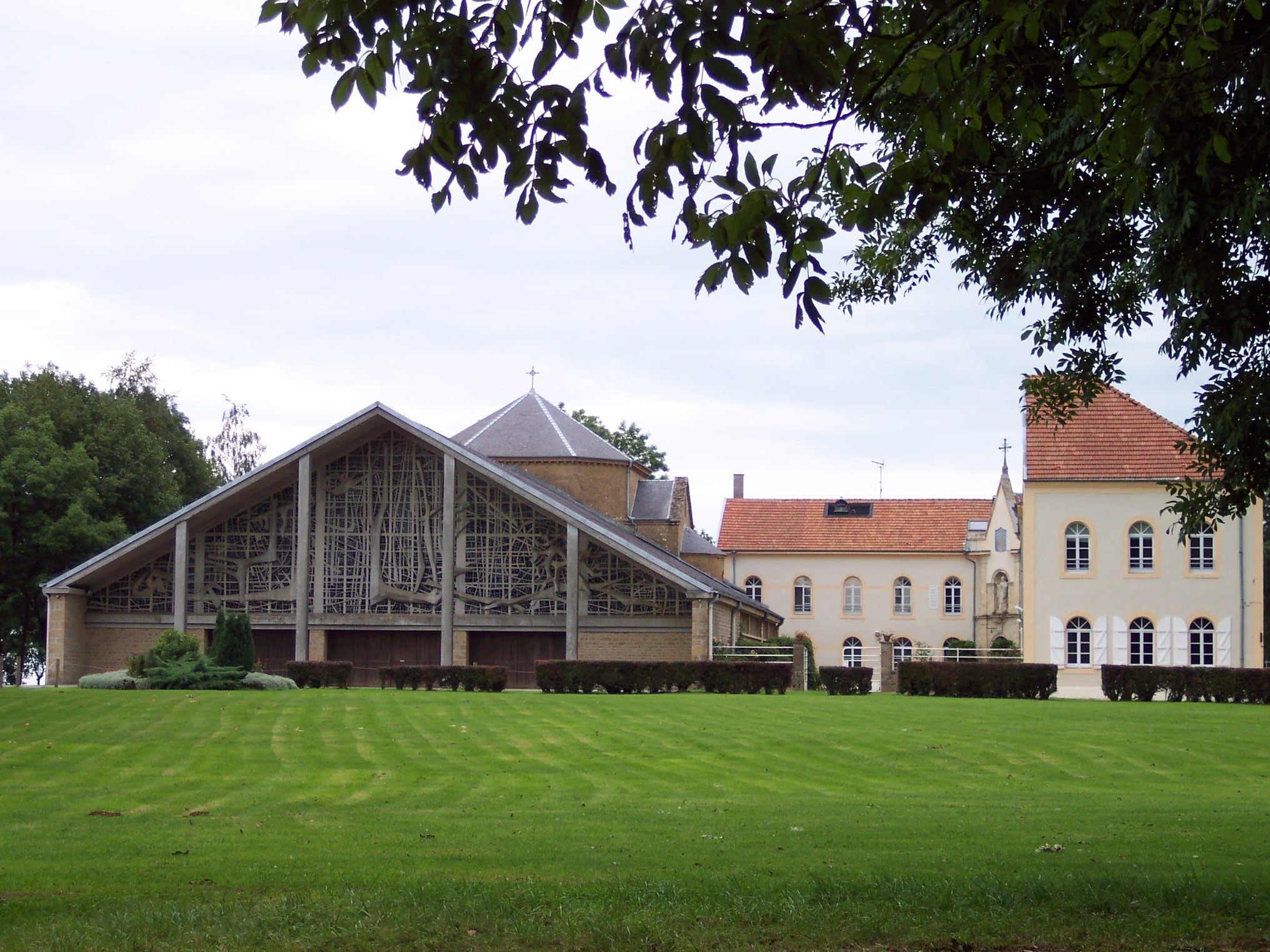
Pelgrimsperk Saint-Walfroy
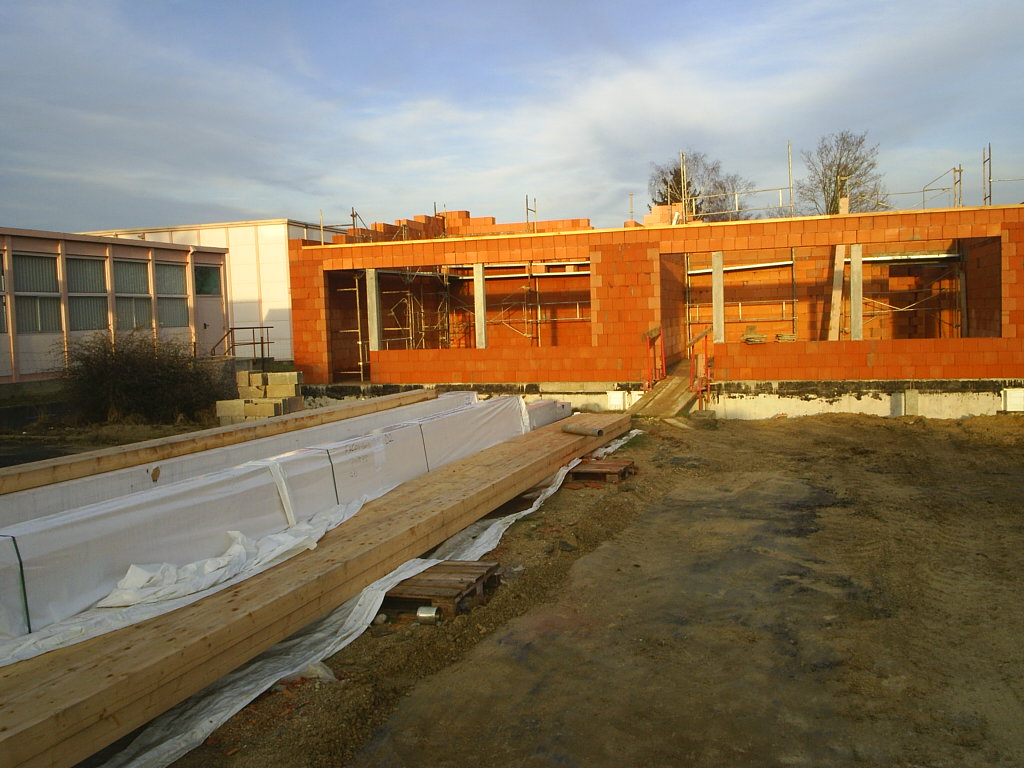
Scholengemeenschap in aanbouw (2008)
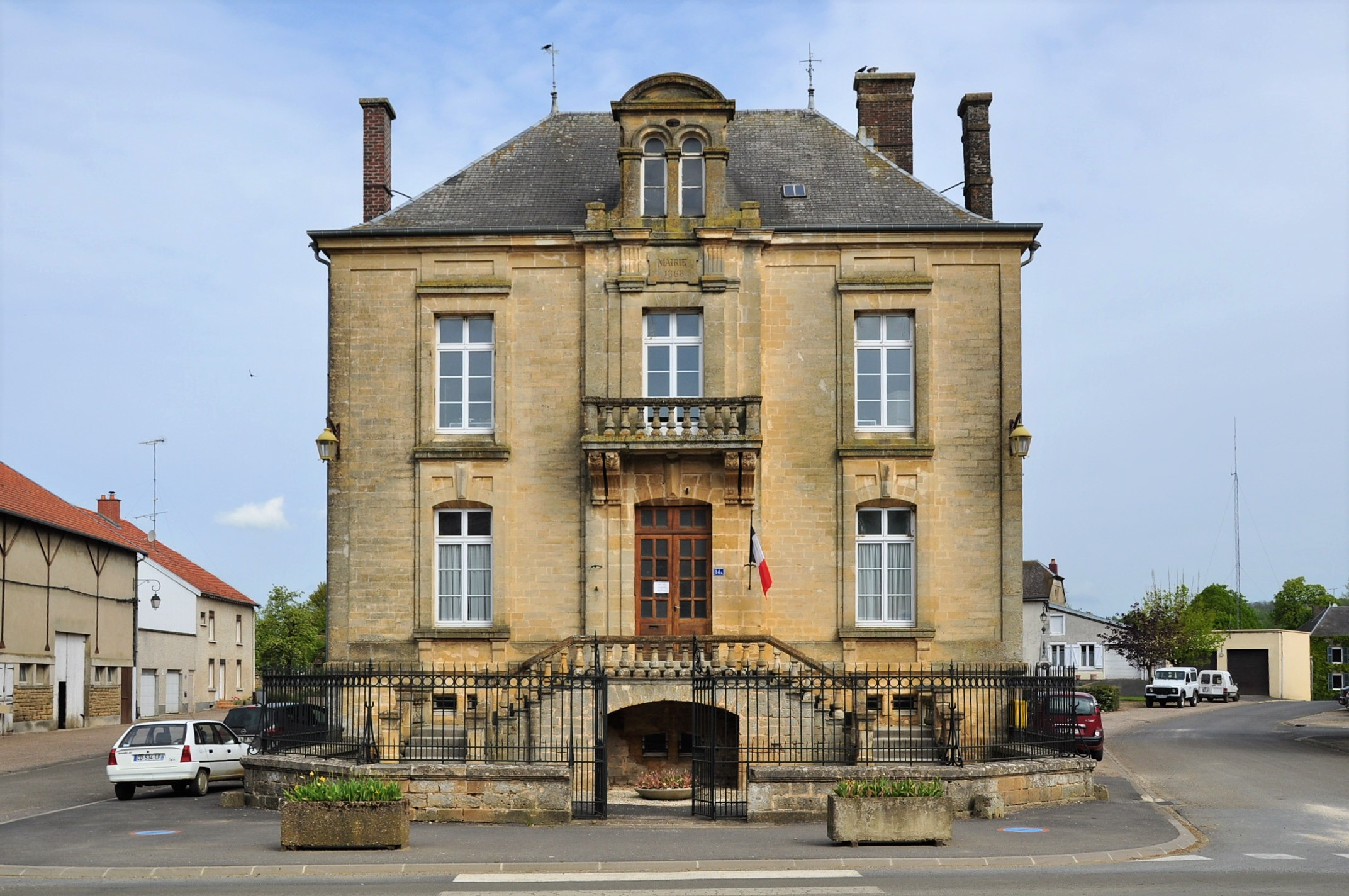
Stadhuis
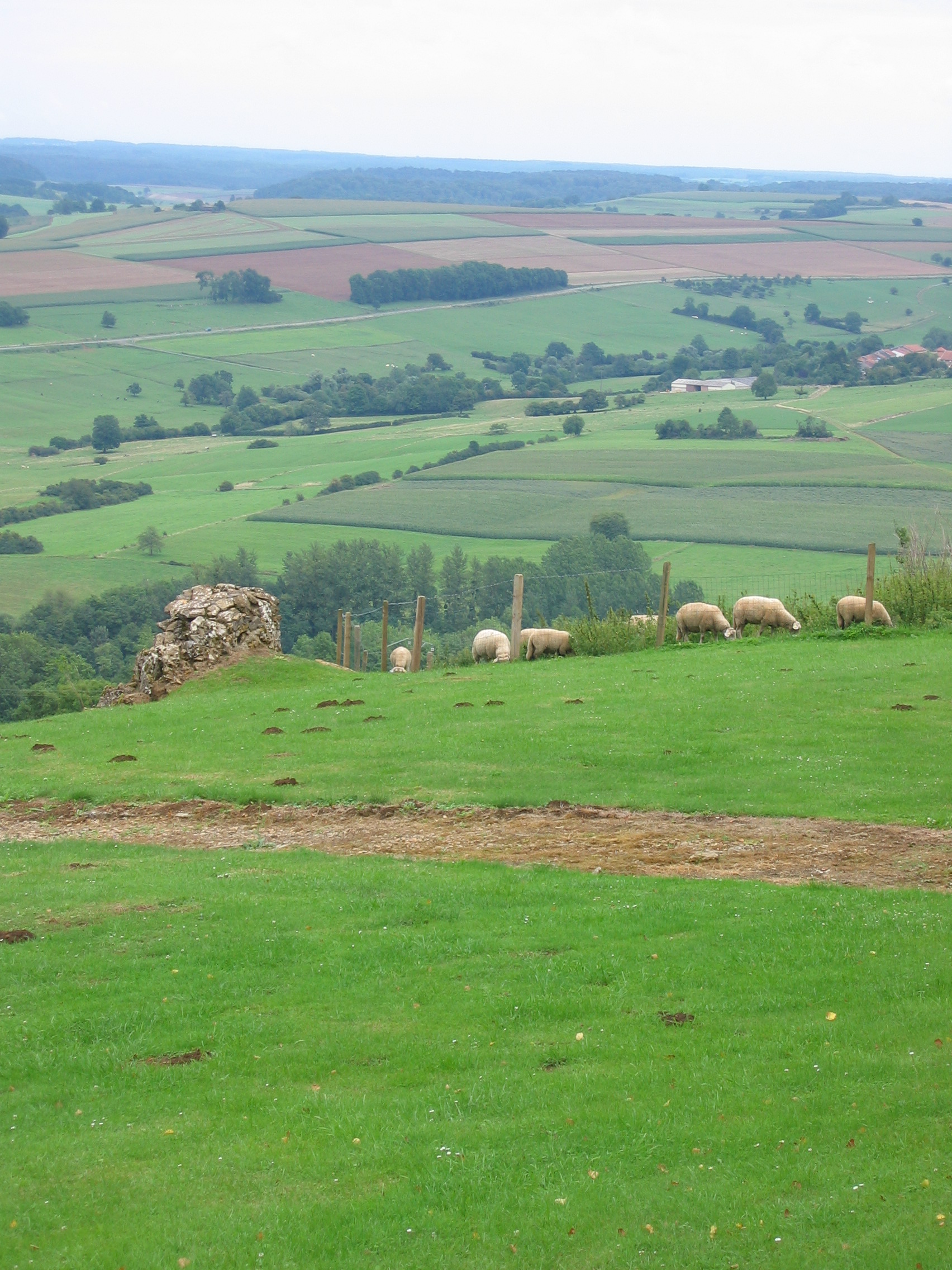
Landschap bij Margut